# 타타 기초 연구소
타타 기초 연구소 (Tata Institute of Fundamental Research (TIFR))은 인도의 국가 최고 수준의 고등 교육 및 연구 기관이다. 이 연구소의 주된 연구 주제는 자연과학, 수학, 이론 컴퓨터 과학이다. 인도의 뭄바이 시의 해군 반도 기지 내부에 위치하고 있다. 타타 연구소는 인도에서는 가장 존경받는 최고 수준의 연구 중심지이며, 특히 수학과 이론 물리학에서는 최고의 기관이다. 타타 연구소에는 또한, 박사학위를 수여하는 대학원 프로그램도 가지고 있다. 입학은 대단히 어렵고, 입학 사정은 지필고사와 인터뷰를 통해서 이루어진다.
타타 연구소는 1945년에 호미 바바(Homi J. Bhabha) 박사가 창립 주도자로, 타타 그룹의 재정 지원으로 탄생하였다. 현재는 주로 인도 정부에서 재정 지원을 해 주고 있다. 타타 연구소는 형식적으로는 뭄바이 대학교와도 연결이 되어 있으나, 실질적으로는 학문적, 행정적인 자립권을 가지고 있다. 현재는 400여명의 과학자와 수학자 등이 일을 하고 있다.

## 연구 주제
타타의 연구주제는 대개 크게 다음의 3가지로 나뉜다:
- 수학부
- 자연과학부
- 기술과 컴퓨터 과학부

여기서, 자연과학부는 다음의 학과들을 가지고 있다:
- 생명과학과
- 화학과
- 천문학 및 천체물리학과
- Condensed matter 물리학과 재료 과학
- 고에너지 물리학
- 핵 원자 물리학
- 이론 물리학

## 같이 보기
- 인도 과학원